# Réseau hydrographique de la Dordogne
Le réseau hydrographique de la Dordogne est l'ensemble des éléments naturels (fleuves, rivières, ruisseaux) ou artificiels (canaux), drainant le territoire du département de la Dordogne (région Nouvelle-Aquitaine, France). Il regroupe ainsi des cours d'eau ou canaux situés entièrement ou partiellement dans la Dordogne.
Le réseau hydrographique départemental présente une longueur de plus de 5 000 km d'écoulements.

## Cours d'eau

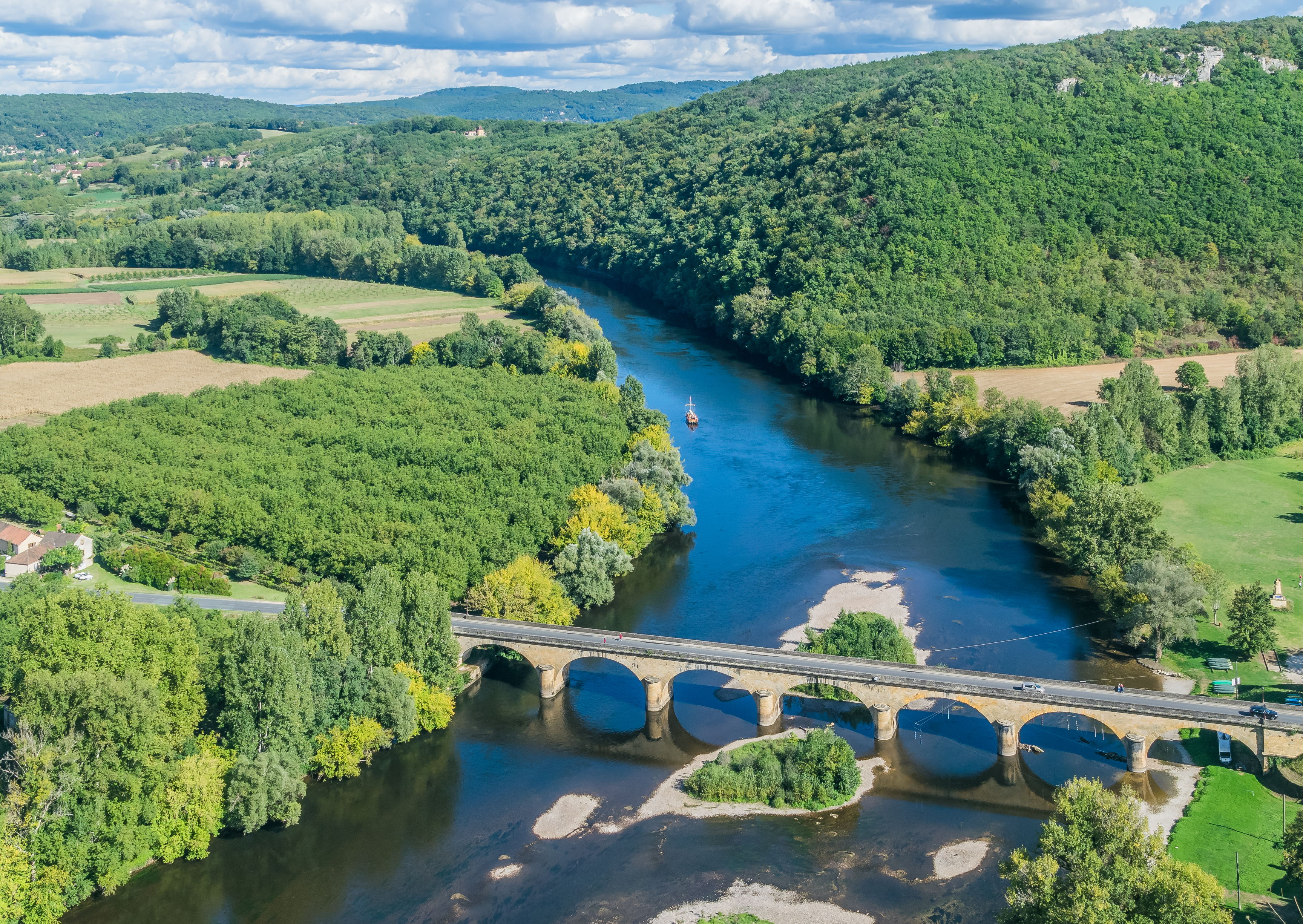
La Dordogne vue depuis le château de Castelnaud.
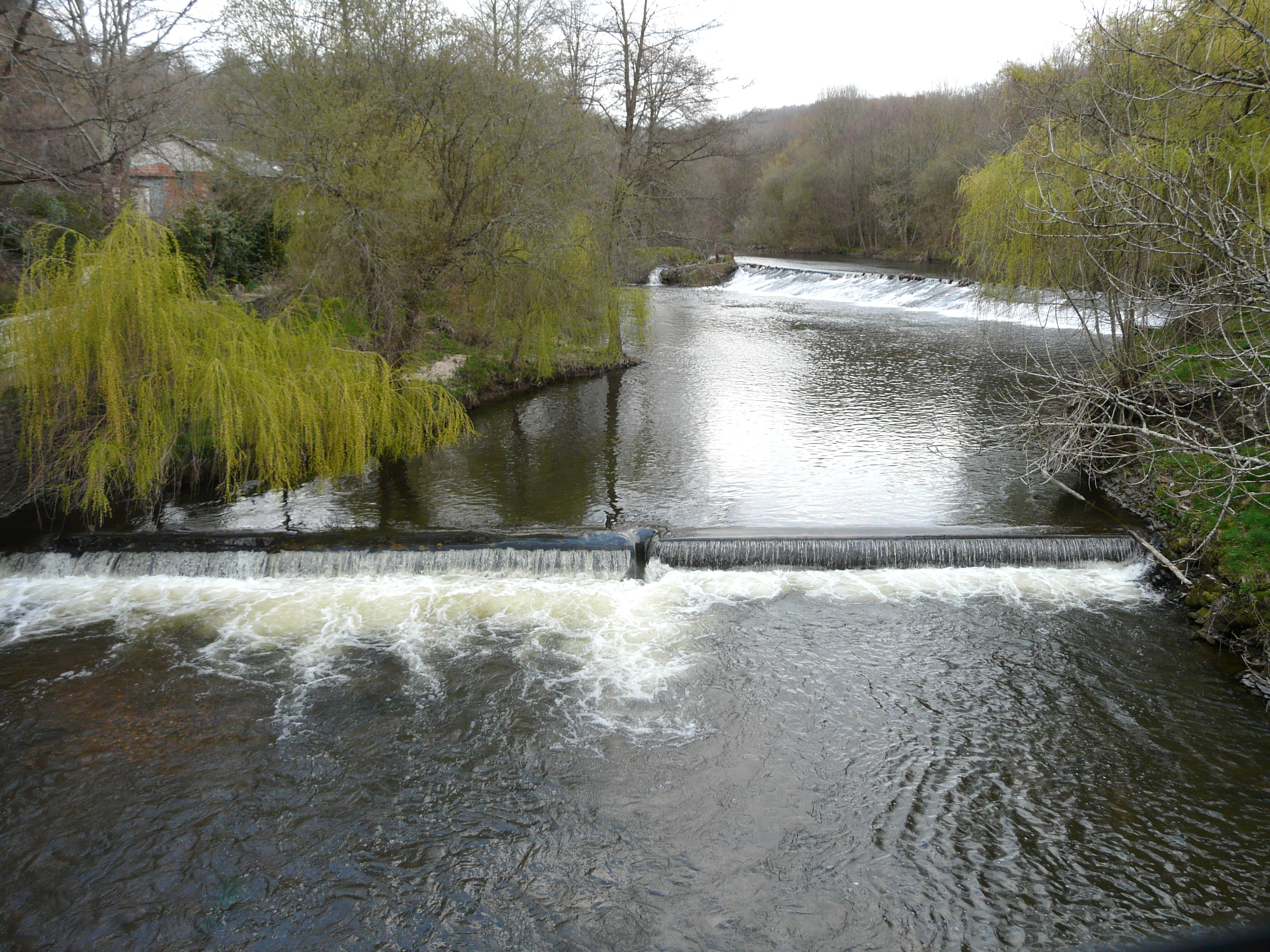
L'Isle aux pont des Castilloux, en limite de Nantheuil et Nanthiat
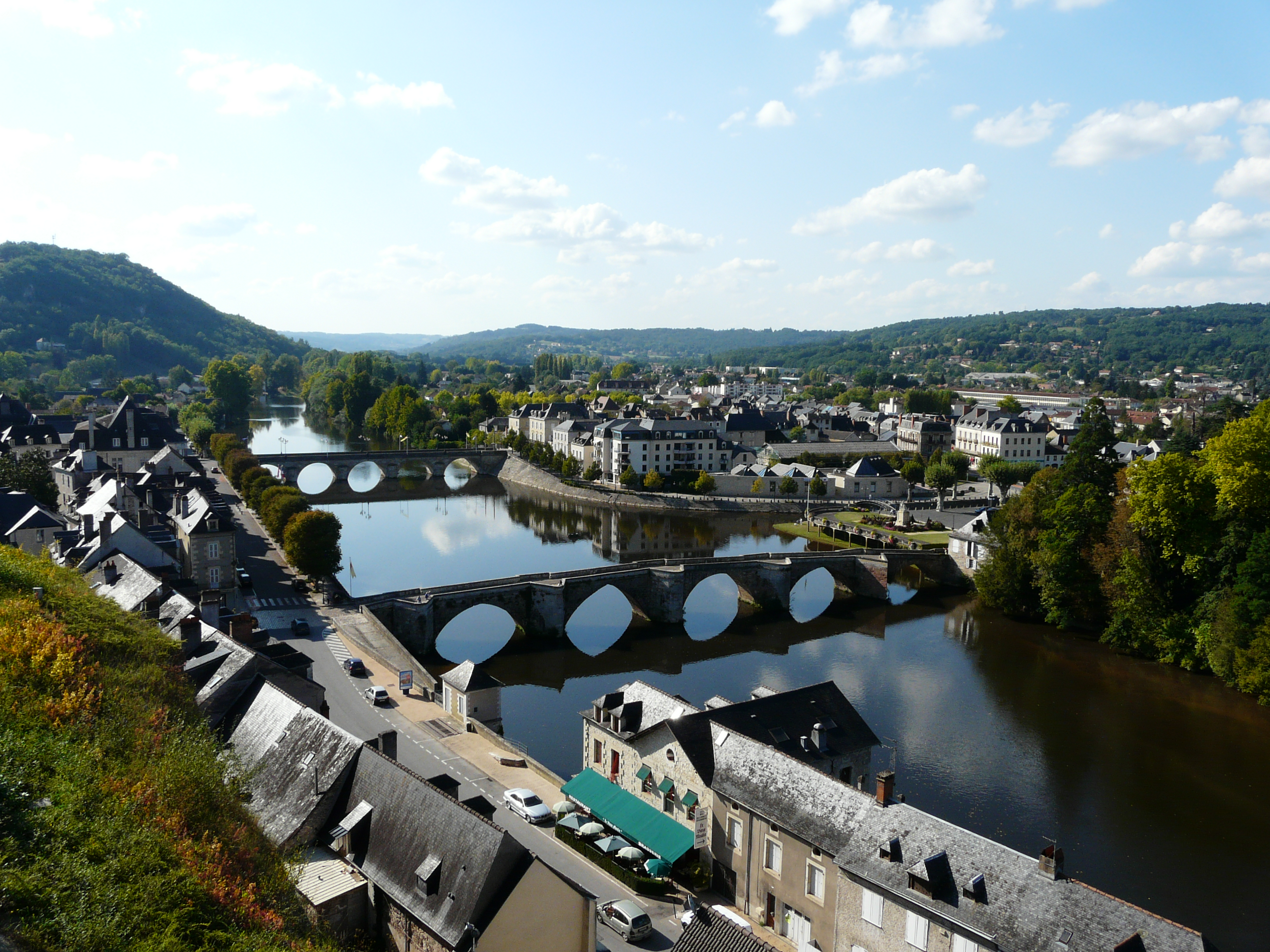
La Vézère à Terrasson-Lavilledieu.
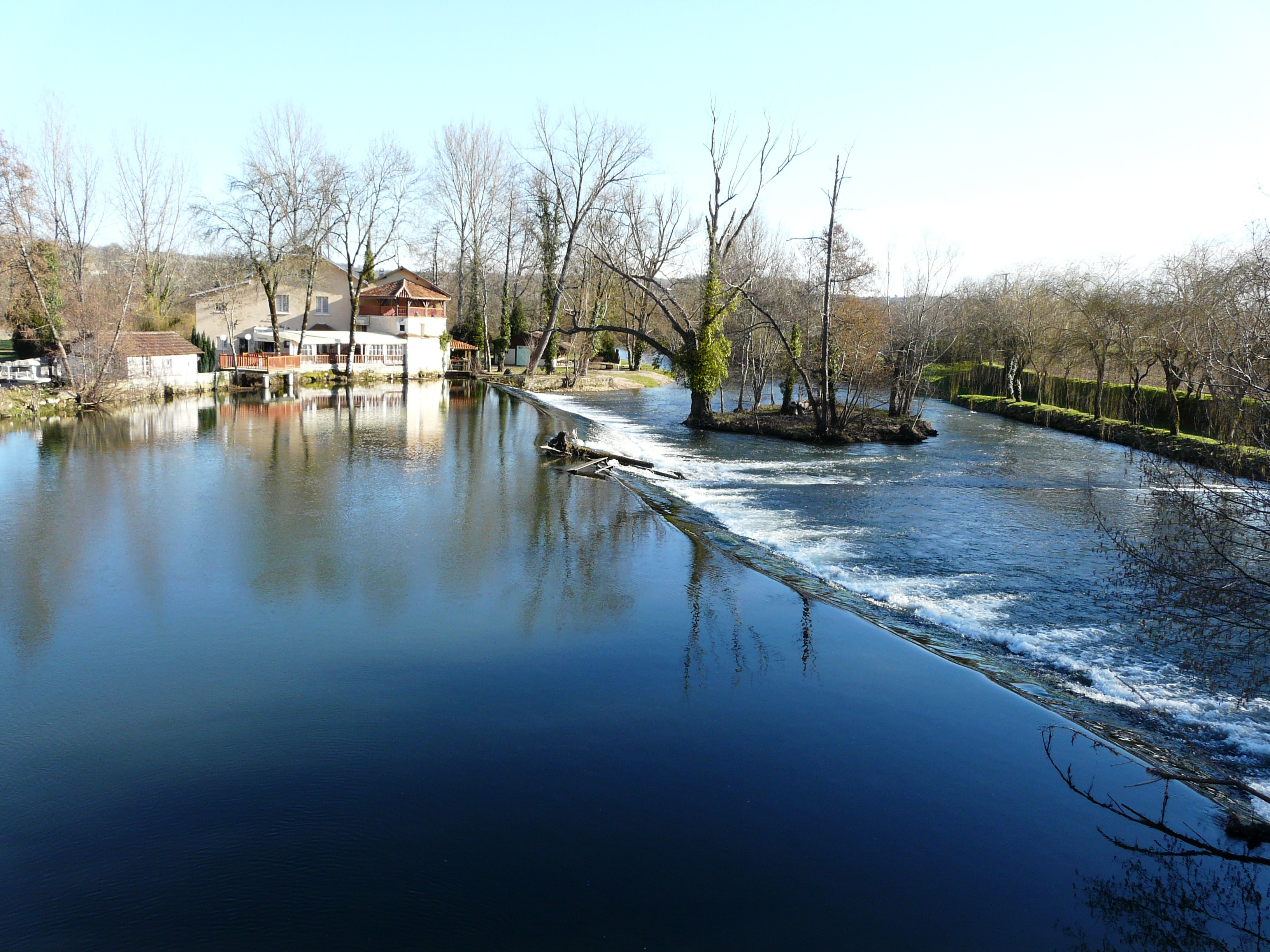
La Dronne à Lisle.

### Notion de cours d'eau
Jusqu'en 2016, aucun texte législatif ne définissait la notion de cours d'eau. Ce n'est qu'avec la loi du 8 août 2016 pour la reconquête de la biodiversité, de la nature et des paysages que cette lacune est comblée. L'article 118 de cette loi insère un nouvel article L. 215-7-1 dans le code de l'environnement précisant que « constitue un cours d'eau un écoulement d'eaux courantes dans un lit naturel à l'origine, alimenté par une source et présentant un débit suffisant la majeure partie de l'année. L'écoulement peut ne pas être permanent compte tenu des conditions hydrologiques et géologiques locales ». Ainsi les trois critères cumulatifs caractérisant un cours d'eau sont :
- la présence et la permanence d’un lit naturel à l’origine, ce qui distingue les cours d’eau (artificialisés ou non) des fossés et canaux creusés par la main de l’homme ;
- l’alimentation par une source ;
- la permanence d’un débit suffisant une majeure partie de l’année, critère qui doit être évalué en fonction des conditions climatiques et hydrologiques locales.

### Répartition par bassin versant

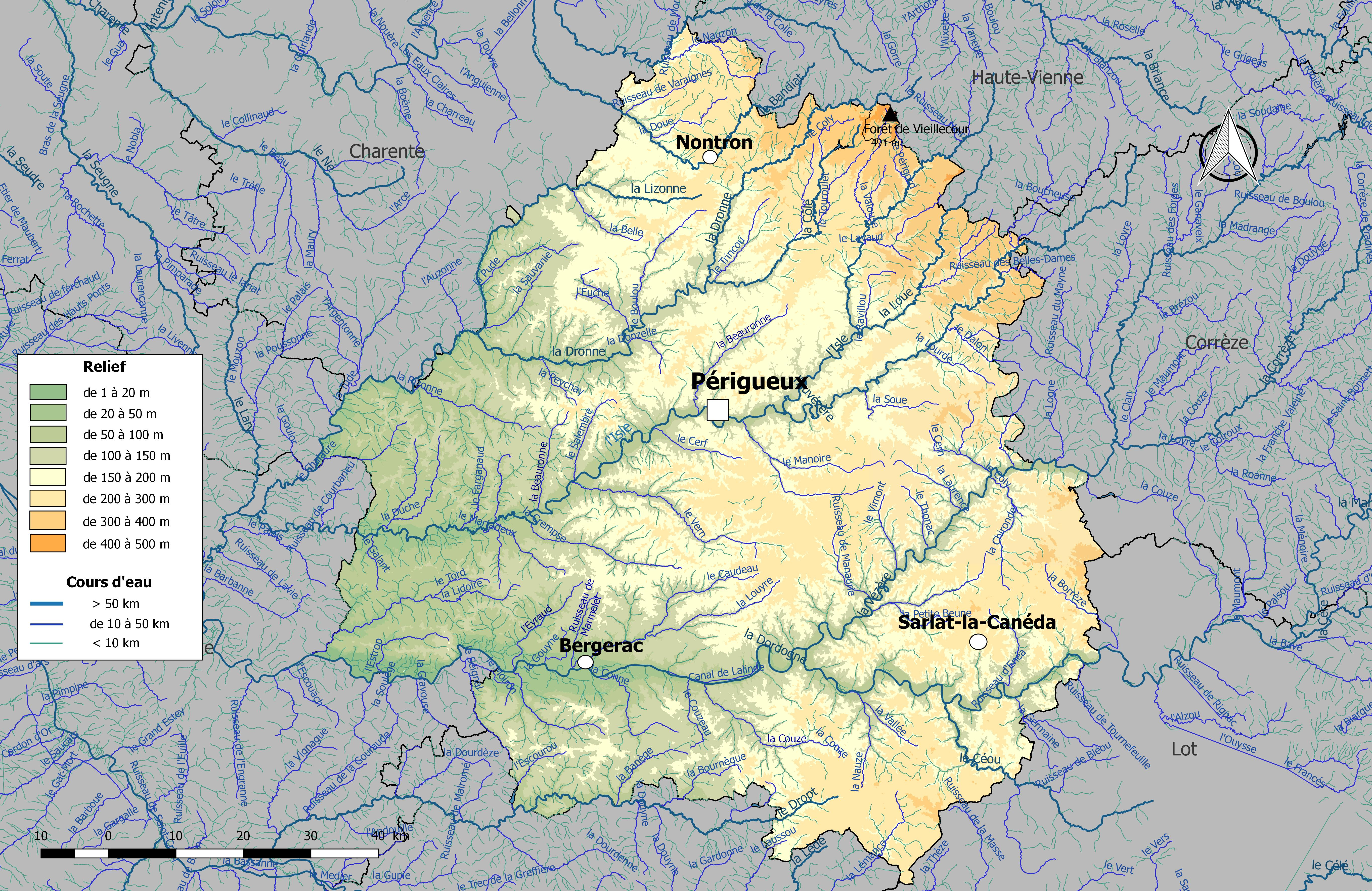
Carte du réseau hydrographique du département de la Dordogne, avec représentation du relief.

Le réseau hydrographique de la Dordogne est constitué de plus de 5 000 km de cours d'eau et comprend 96 cours d'eau de longueur supérieure à 10 km, dont 12 de longueur supérieure à 50 km. Il est situé entièrement dans le bassin administratif Adour-Garonne et est découpé dans le schéma départemental des rivières en huit bassins versants principaux appartenant à trois régions hydrographiques. Le découpage de ces bassins correspond aux unités hydrographiques de référence (UHR) définies dans le schéma directeur d'aménagement et de gestion des eaux (Sdage) du bassin Adour-Garonne, seul le bassin de l'Isle a été divisé en deux (Isle amont et Isle aval) pour tenir compte de certaines spécificités :
- au nord le bassin Bandiat-Tardoire appartient au bassin de la Charente ;
- au centre les bassins de la Dronne, de l'Isle amont, de l'Isle aval, de la Vézère et de la Dordogne appartiennent au bassin de la Dordogne ;
- au sud les bassins du Dropt et de la Lémance appartiennent au bassin de la Garonne.

#### Bassin de la Charente
Le bassin Bandiat-Tardoire est un sous-bassin du bassin de la Charente, le plus petit bassin versant d’Adour-Garonne (10 549 km2). Occupant une petite partie nord du territoire départemental, il est drainé par le Bandiat, la Doue, le Nauzon, le Trieux et le ruisseau de Varaignes.

#### Bassin de la Dordogne
Le bassin de la Dordogne est le second plus grand bassin versant d’Adour-Garonne (24 000 km2), après celui de la Garonne.
Dans le département il se partage dans les bassins suivants :
- le bassin de la Dronne, qui traverse le nord du département de la Dordogne selon une direction du nord-est au sud-ouest avant de rejoindre l'Isle en Gironde après un rapide parcours en limite des départements de la Charente et de la Charente-Maritime ;
- le bassin de l'Isle amont, drainé par la partie amont de l'Isle, la Loue et son affluent la Haute Loue, l'Auvézère ;
- le bassin de l'Isle aval, drainé par la partie aval de l'Isle et ses affluents en rive droite (la Beauronne de Chancelade, le Salembre, la Beauronne de Saint-Vincent, le Grolet, le Farganaud, la Duche) et en rive gauche (le Cerf, le Vern, la Crempse, la Beauronne des Lèches, le Martarieux et le Galant) ;
- le bassin de la Vézère, drainé par la Vézère et ses affluents en rive droite (l'Elle, le Cern, la Laurence, le Thonac, le Vimont et le Manaurie) et en rive gauche (la Couze, le Coly et la Grande Beune) ;
- le bassin de la Dordogne, drainé par la Dordogne et ses affluents en rive droite (la Borrèze, le ruisseau d'Énéa, le Caudeau, le ruisseau de Marmelet, la Gouyne, l'Eyraud et l'Estrop) et en rive gauche (le Tournefeuille, la Germaine, le Céou, la Nauze , la Couze, le Couzeau, la Conne et la Gardonnette).

#### Bassin de la Garonne
Le bassin de la Lémance appartient au bassin du Lot qui couvre un territoire de 12 000 km2, sous-bassin du bassin de la Garonne. Il est drainé par la Lémance et ses affluents ainsi que l'amont du Laussou et le ruisseau de Clairfond (8,4 km), affluent de la Lède, drainant l'extrême sud du département.
Le bassin du Dropt, drainé par le Dropt et ses affluents (la Bournègue, la Banège et l'Escourou) appartient au bassin de la Garonne, qui est le plus grand bassin-versant d’Adour-Garonne (28 900 km2).

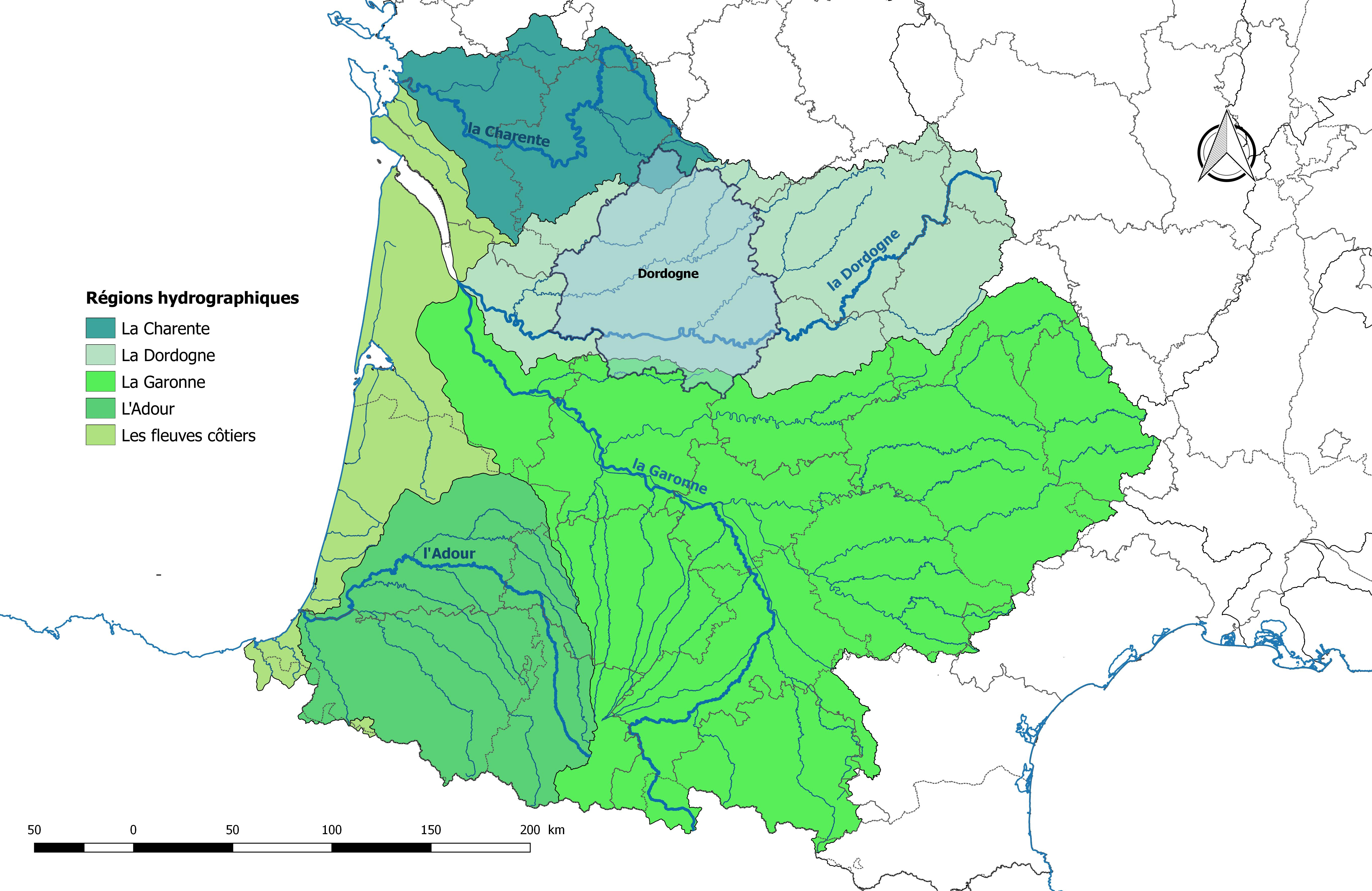
La Dordogne est entièrement située dans le bassin Adour-Garonne.
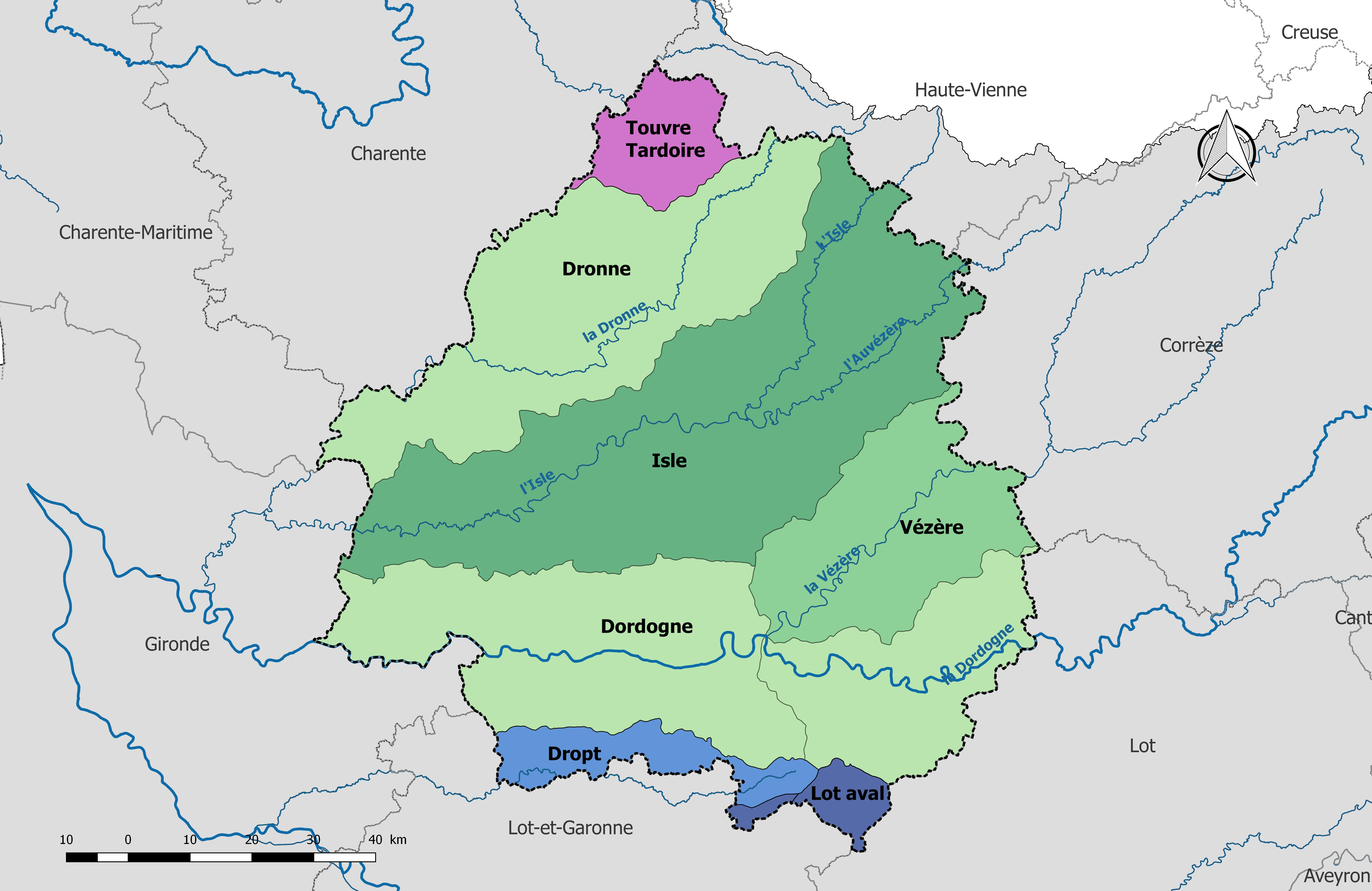
Principaux bassins versants du département de la Dordogne, correspondant aux unités hydrographiques de référence (UHR) définies dans le SDAGE du bassin Adour-Garonne.

### Hydrologie des principaux cours d'eau
Les données hydrologiques des principaux cours d'eau de la Dordogne sont acquises grâce à un ensemble de 46 stations de mesure et stockées dans une base de données nationale dénommée Banque Hydro. Les hauteurs d'eau sont mesurées à des pas variables et permettent de calculer, par station, les débits instantanés, journaliers, mensuels, etc. à partir des valeurs de hauteur d'eau et des courbes de tarage (relations entre les hauteurs et les débits). Ces valeurs sont actualisées à chaque mise à jour d'une hauteur ou d'une courbe de tarage (addition, précision supplémentaire, correction, etc.). Ces 46 stations de mesures sont les suivantes :

### Cartographie des cours d'eau au titre de la police de l'eau
En lien avec la loi pour la reconquête de la biodiversité, de la nature et des paysages, publiée au Journal officiel du 9 août 2016, définissant la notion de cours d’eau, une instruction du gouvernement du 3 juin 2015 demande aux services d’État de mettre en place une cartographie du réseau hydrographique dans chaque département, afin de permettre aux riverains concernés de distinguer facilement les cours d’eau des fossés, non soumis aux mêmes règles : une intervention sur un cours d’eau allant au-delà de l’entretien courant ne peut en effet se faire que dans le cadre d’une déclaration ou autorisation « loi sur l’eau ». En outre les agriculteurs qui demandent les aides de la politique agricole commune (PAC) doivent implanter ou conserver une bande tampon de cinq mètres, le long des cours d'eau classés au titre des Bonnes conditions agricoles et environnementales (BCAE). Dans ce cadre, les services de l'État ont engagé une démarche progressive d'identification des cours d'eau et publié une carte de ceux-ci.

### Domaine public fluvial
Le domaine public fluvial, défini par le code général de la propriété des personnes publiques, est composé d’un domaine public naturel et d’un domaine public artificiel. Le domaine public naturel est constitué des cours d’eau et lacs appartenant à l’État, à ses établissements publics, aux collectivités territoriales ou à leurs groupements, et classés dans leur domaine public fluvial.
Le domaine public artificiel est constitué par des canaux, plans d’eau et ports intérieurs appartenant à une personne publique et classés dans son domaine public, ainsi que ses accessoires.
Le domaine public fluvial de la Dordogne ne concerne que trois cours d'eau :
- l’Isle, en aval du pont des Barris (au pied de la cathédrale) à Périgueux jusqu’au département de la Gironde ;
- la Vézère, en aval du pont de Montignac jusqu’à sa confluence avec la Dordogne ;
- la Dordogne sur la totalité de son cours dans le département.

## Plans d'eau et milieux aquatiques

### Plans d'eau
L'appellation plan d'eau désigne l'ensemble des retenues d'eau stagnante, d'eau plane, quelle que soit leur surface (minimale ou maximale) et quelle que soit leur profondeur et comprend donc aussi bien les trous d'eau de quelques dizaines ou centaines de m2 que les grands lacs. Onze plans d'eau atteignent ou dépassent les dix hectares de superficie :
la retenue de Mauzac (250 ha),
le lac de l'Escourou (120 ha) partagé avec le département de Lot-et-Garonne,
le plan d'eau de Mialet (77 ha),
la retenue de Tuilières (75 ha),
l'étang de Rouffiac (44 ha) à Angoisse,
le grand étang de La Jemaye (33 ha),
le lac de la Nette (27,7 ha) partagé avec le département de Lot-et-Garonne, 
l'étang de Saint-Estèphe (17 ha),
le lac de Gurson (14 ha) à Villefranche-de-Lonchat,
l'étang de Vivale (13 ha) également à Mialet,
le plan d'eau de Groléjac (12 ha).

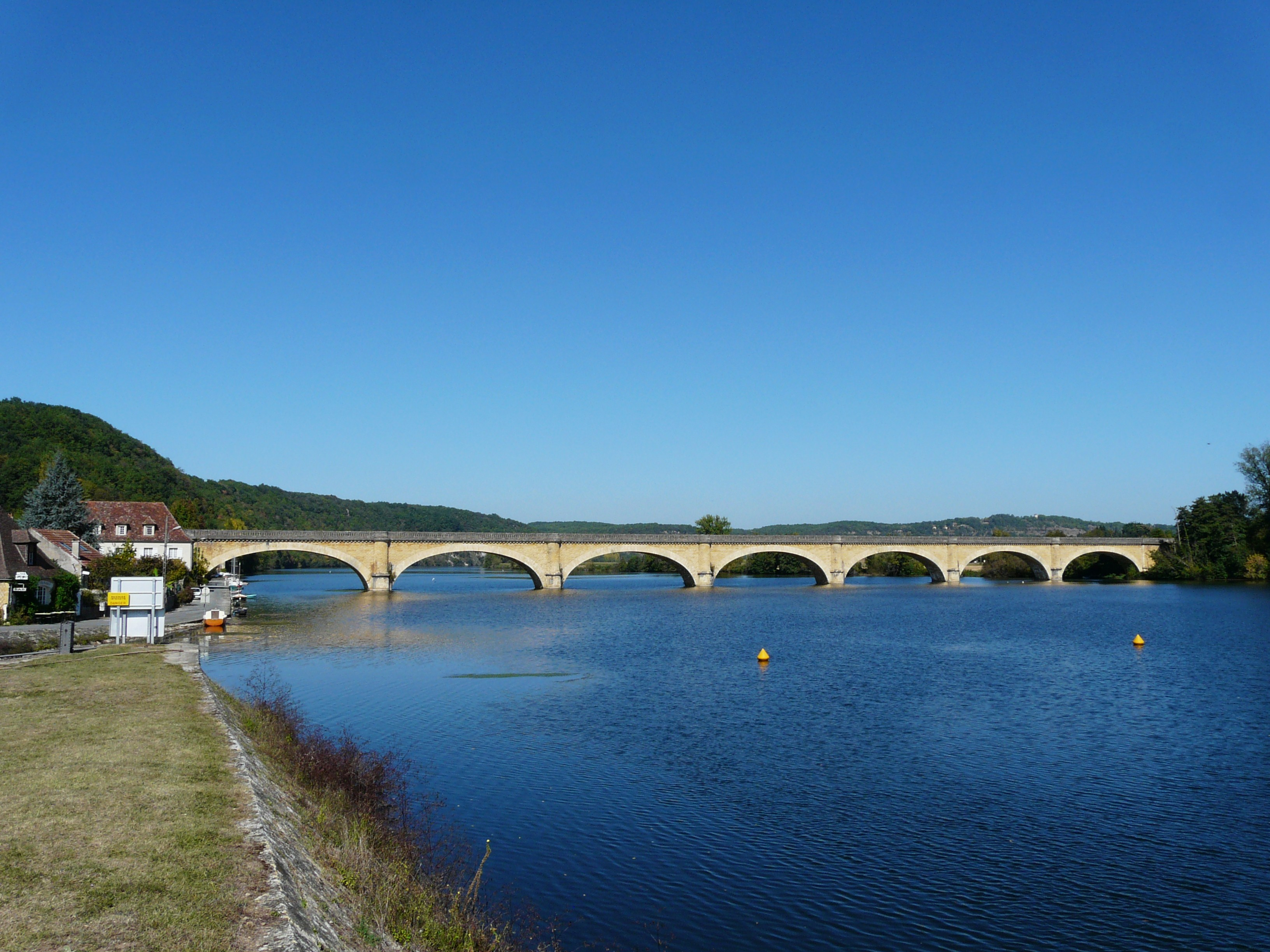
Le pont ferroviaire de Mauzac sur la retenue du barrage de Mauzac.
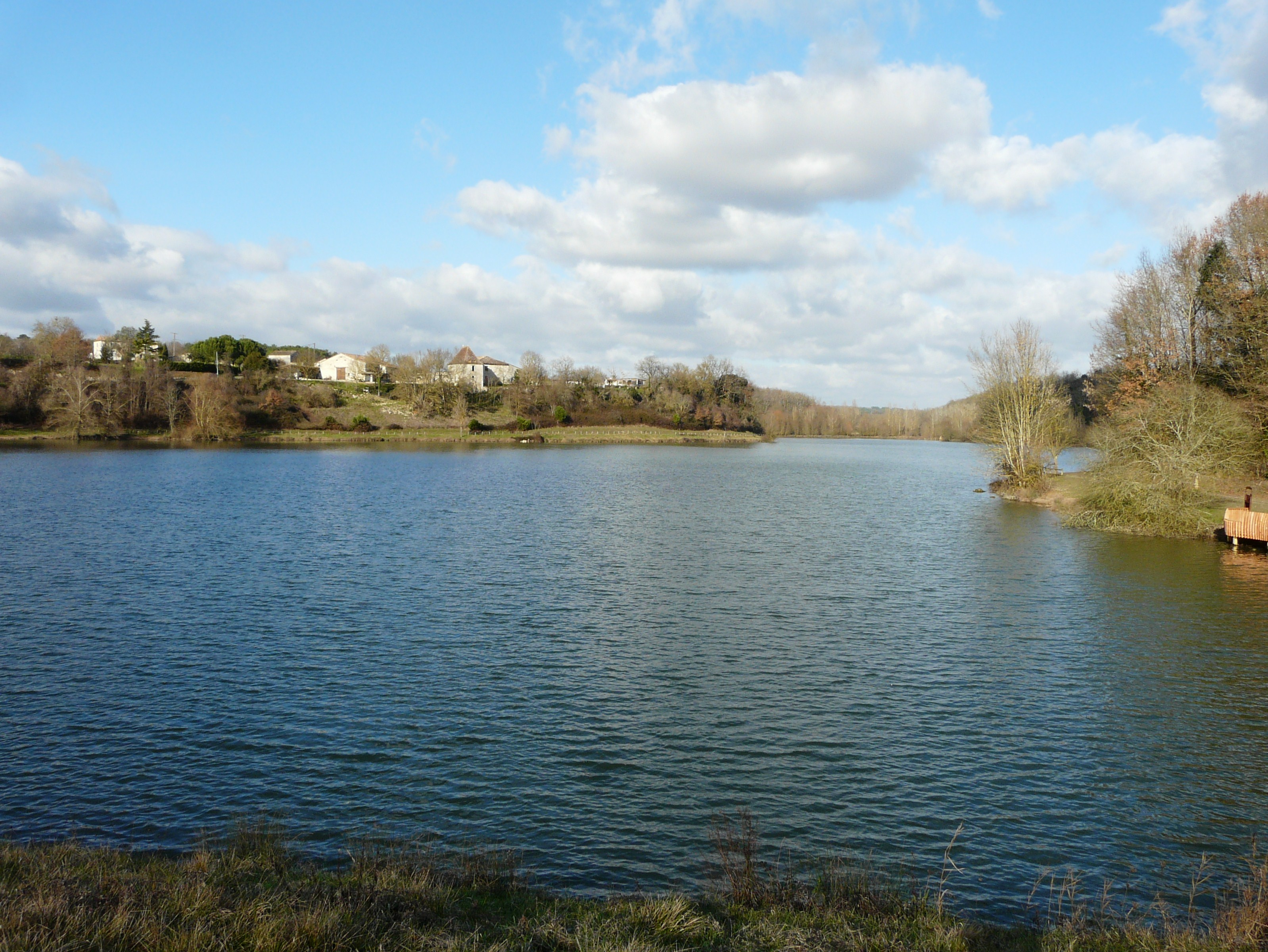
Le lac de l'Escourou entre Soumensac (Lot-et-Garonne) et Saint-Sulpice-d'Eymet (Dordogne).
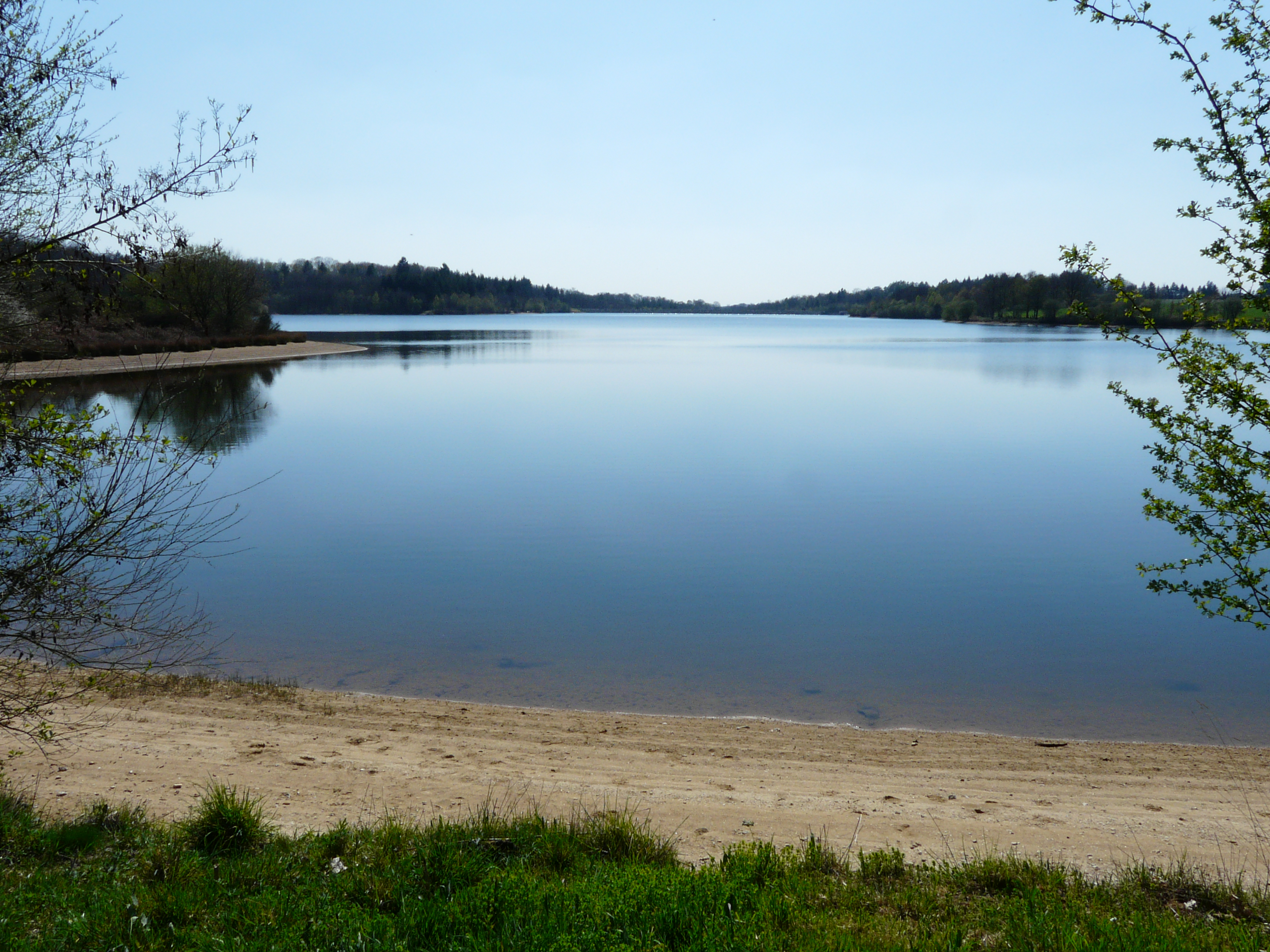
Le plan d'eau de Mialet.
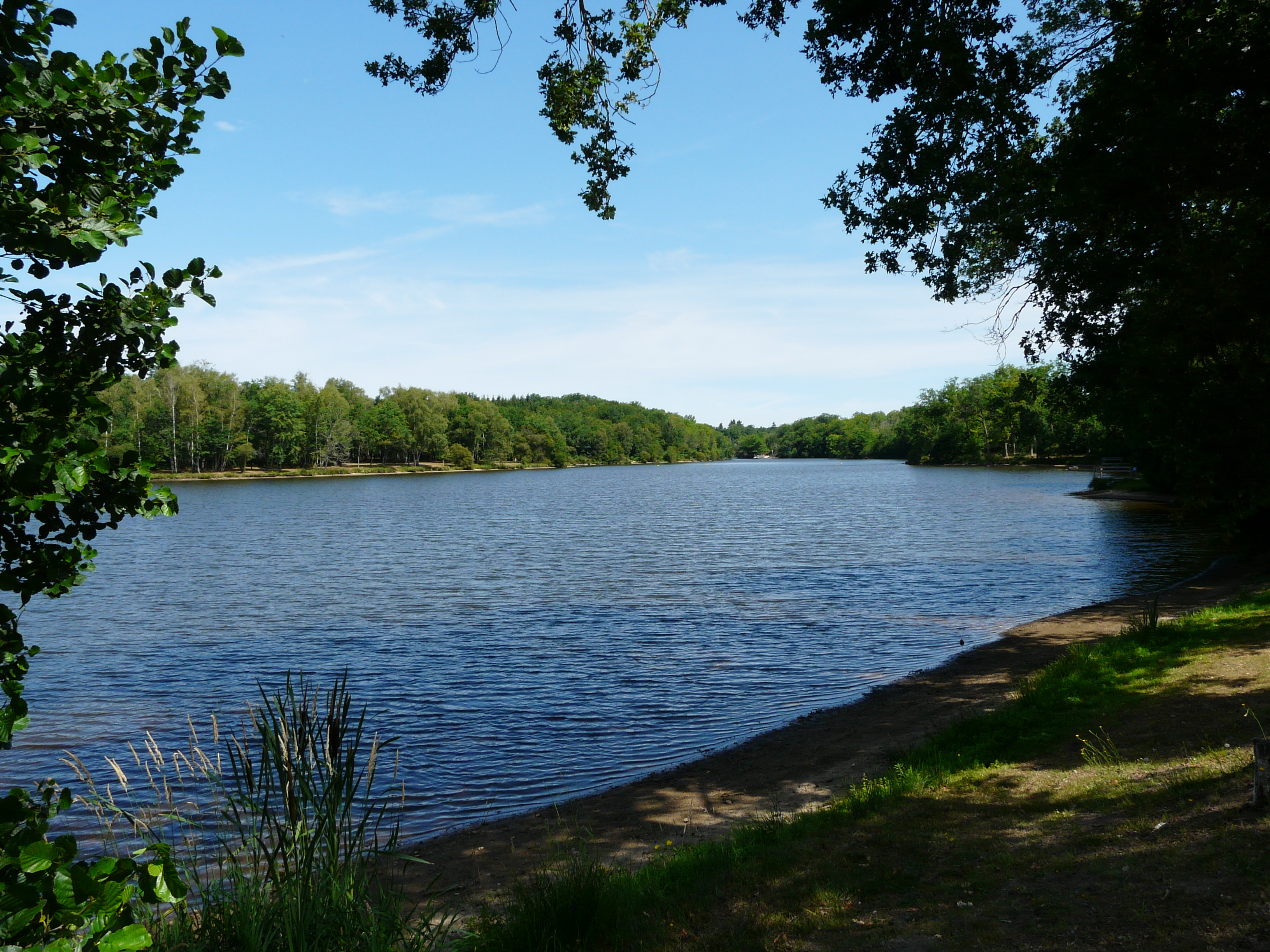
Le grand étang de Saint-Estèphe.

### Zones humides
Les zones humides recouvrent une grande variété de milieux, à l’interface des milieux terrestres et des milieux aquatiques : marais, tourbières, prairies humides et landes humides, annexes alluviales des cours d’eau, bras morts, ripisylves, zones littorales, marais salants, lagunes côtières, mares et petits étangs peu profonds, terrains exploités ou cultivés en agriculture. La mission inter-services de l’eau et de la nature (MISEN) de la Dordogne a mis en ligne en 2015 un atlas des zones humides du département. Les données sont issues de la compilation des inventaires existants et connus des zones humides sur le département
.
Certains des sites Natura 2000 du département de la Dordogne sont directement liés à des milieux humides, et ont fait l’objet d’inventaires détaillés des habitats et végétations présents sur les sites. Il s'agit des sites suivants : Dordogne, Vézère, vallée des Beunes, vallée de la Nizonne, vallée de la Dronne (aval), vallée de l’Isle (aval), vallon de la Sandonie, vallées de la Double, réseau hydrographique de la Haute Dronne.
Les zones humides sont prises en compte par le SDAGE Adour Garonne 2016-2021 dans la continuité du précédent cycle de gestion 2010-2015. Elles sont recensées comme des milieux à forts enjeux environnementaux.

## Gouvernance de bassin

### Bassins administratifs
La gestion de l’eau, soumise à une législation nationale et à des directives européennes, se décline par bassin hydrographique, au nombre de sept en France métropolitaine, échelle cohérente écologiquement et adaptée à une gestion des ressources en eau. La Dordogne est située au sein du bassin Adour-Garonne, qui désigne à la fois une circonscription administrative de bassin, territoire de gestion dont les limites sont des limites communales, et un bassin hydrographique, territoire hydrographique dont les limites sont des lignes de partage des eaux.
Chaque circonscription de bassin, également appelée bassin Directive-cadre sur l'eau (bassin DCE), est découpée en sous-bassins administratifs, dénommés aussi sous-bassins DCE, qui constituent un niveau intermédiaire d’agrégation entre la masse d'eau et le bassin Directive-cadre sur l'eau. La Dordogne est découpée en quatre sous-bassins : « Charente », « Dordogne », « Garonne » et « Lot » dans le bassin Adour-Garonne.

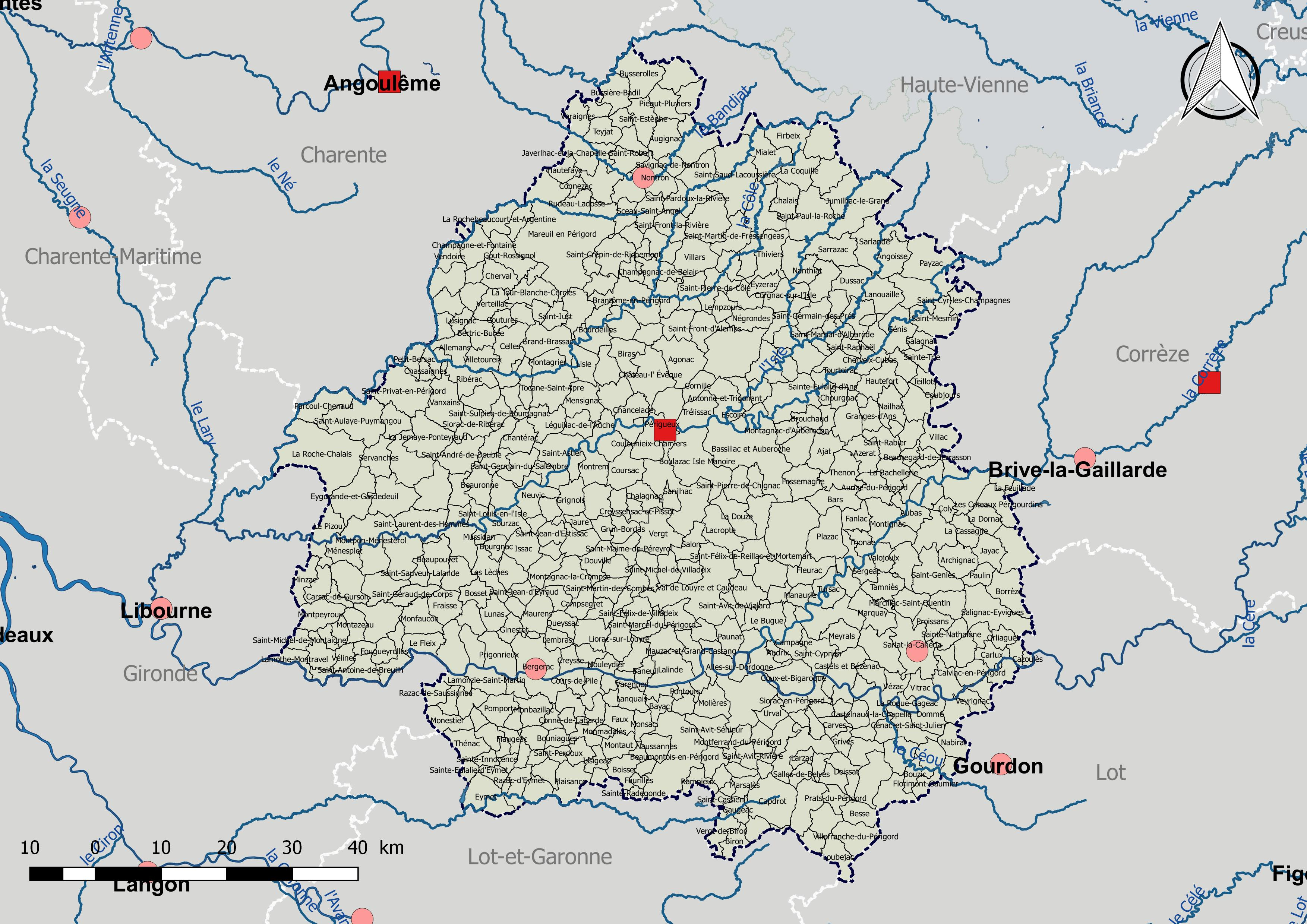
La Dordogne est située au sein du bassin Adour-Garonne.
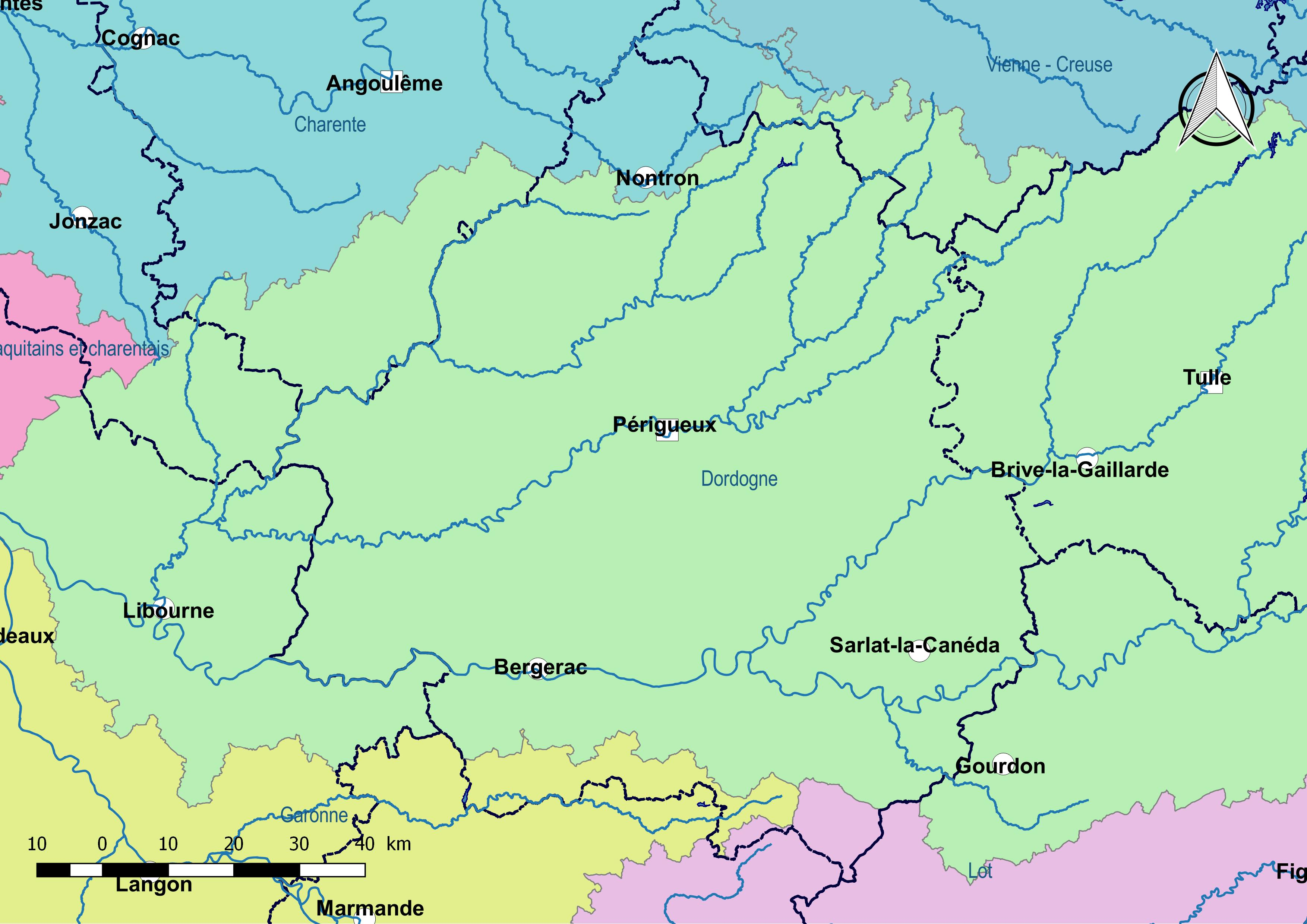
Le département est découpé en quatre sous-bassins administratifs. Du nord au sud, « Charente », « Dordogne », ainsi que « Garonne » et « Lot » (au sud, de gauche à droite).

### Acteurs à l'échelle de bassins

#### Instances de bassin
La sphère de décision comprend le comité de bassin et le préfet coordonnateur de bassin. Les instances de bassins sont constituées de deux entités :
- le comité de bassin Adour-Garonne, une instance de concertation qui regroupe différents acteurs, publics ou privés, agissant dans le domaine de l’eau : collectivités, État, usagers, personnes qualifiées, milieux socioprofessionnels et le préfet coordonnateur de bassin ;
- l'agence de l'eau Adour-Garonne, un établissement public à caractère administratif de l’État, dont le siège est à Toulouse.

#### Commissions territoriales
Les commissions territoriales sont des instances d’échanges et de débats, qui organisent la concertation plus près du terrain entre comité de bassin et acteurs de l’eau. Elles regroupent le Préfet coordonnateur de bassin, des membres du Comité de bassin, des personnalités qualifiées, et les présidents des CLE et EPTB. Sur les huit commissions existant en Nouvelle-Aquitaine, trois concernent le département de la Dordogne : « Charente », « Dordogne » et « Garonne ».

#### Commissions locales de l'eau
Une Commission locale de l'eau est définie à l'échelle de chaque schéma d'aménagement et de gestion des eaux (SAGE), qui, respectant le schéma directeur d'aménagement et de gestion des eaux (SDAGE), précise les objectifs plus détaillés de l’utilisation de l’eau. Elle est composée de 50 % d’élus, 25 % d’usagers, 25 % d'administrations.

#### Établissements publics territoriaux de bassin
La loi du 30 juillet 2003 relative à la prévention des risques technologiques et naturels et à la réparation des dommages a fait des établissements publics territoriaux de bassin (EPTB) des acteurs officiels de la politique de l'eau à l'échelle d'un bassin versant ou d'un sous-bassin. Leur rôle a été renforcé par la loi sur l'eau et les milieux aquatiques du 30 décembre 2006 et par la loi du 12 juillet 2010 portant engagement national pour l’environnement (Grenelle II). Leur périmètre doit répondre à la cohérence hydrographique d'un bassin ou d’un sous-bassin hydrographique, sans limite de taille minimum. Ils sont déconnectés des limites administratives des collectivités membres.
Deux EPTB sont compétents sur le territoire de la Dordogne : l'EPTB fleuve Charente et l'EPTB de la Dordogne (EPIDOR).

### Planification
La directive-cadre sur l'eau (DCE) du 23 octobre 2000 déploie une logique de planification (les « plans de gestion » que sont les schémas directeurs d’aménagement et de gestion des eaux (SDAGE) en France), associée à une politique de programmation (les « programmes de mesures » - PdM), à l’échelle des grands bassins hydrographiques.

#### Schéma directeur d'aménagement et de gestion des eaux (SDAGE)
Le schéma directeur d'aménagement et de gestion des eaux (SDAGE) est un document de planification dans le domaine de l’eau. Il définit, pour une période donnée de six ans, les grandes orientations pour une gestion équilibrée de la ressource en eau ainsi que les objectifs de qualité et de quantité des eaux à atteindre dans le bassin hydrographique dont dépend le département. Il est établi en application des articles L.212-1 et suivants du code de l’environnement. Le département de la Dordogne est concerné par le SDAGE Adour-Garonne.
| SDAGE               | Approbation par le Préfet coordonnateur de bassin | Approbation par le Préfet coordonnateur de bassin | Approbation par le Préfet coordonnateur de bassin        |
| SDAGE               | Période 2010-2015                                 | Période 2016-2021                                 | Période 2022-2027                                        |
| ------------------- | ------------------------------------------------- | ------------------------------------------------- | -------------------------------------------------------- |
| SDAGE Adour-Garonne | 1er décembre 2009                                 | 1er décembre 2015                                 | En préparation (état des lieux produit en novembre 2019) |

#### Schéma d'aménagement et de gestion des eaux (SAGE)

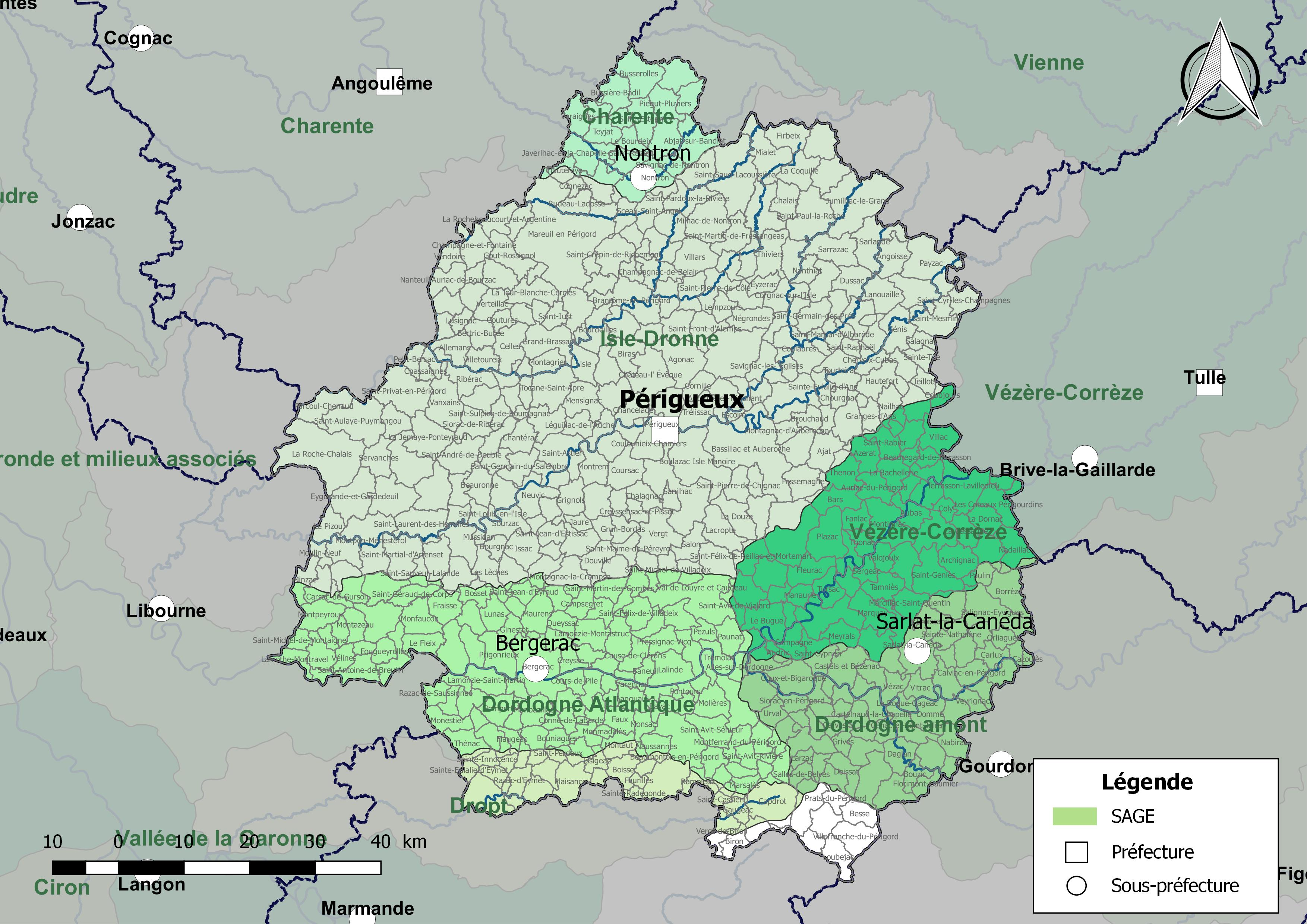
Carte des SAGE concernant le département de la Dordogne au 1er janvier 2018.

Le schéma d'aménagement et de gestion des eaux (SAGE) est le deuxième niveau de planification, au périmètre plus restreint que le schéma directeur d'aménagement et de gestion des eaux (SDAGE). Il est fondé sur une unité de territoire où s’imposent une solidarité physique et humaine (bassins versants, nappes souterraines, estuaires, …). Il fixe les objectifs généraux, les règles, les actions et moyens à mettre en oeuvre pour gérer la ressource en eau et concilier tous ses usages. Le SAGE est élaboré par une commission locale de l'eau (CLE) composée d’élus, d’usagers et de représentants de l’État. Il doit être approuvé par le Préfet après avis du comité de bassin pour devenir opposable aux décisions publiques. Les SAGE doivent être compatibles avec les orientations du SDAGE en application sur leur territoire.
Dans le département, six territoires sont engagés dans une démarche de SAGE :
| Nom du SAGE         | Phase        | Périmètre fixé le | Création CLE     | Approuvé le      | Département pilote |
| ------------------- | ------------ | ----------------- | ---------------- | ---------------- | ------------------ |
| Charente            | Mis en œuvre | 18 avril 2011     | 7 juin 2011      | 19 novembre 2019 | Charente           |
| Dordogne amont      | Élaboration  | 15 avril 2013     | 10 décembre 2013 | -                | Corrèze            |
| Dordogne Atlantique | Élaboration  | 10 juin 2015      | 7 novembre 2016  | -                | Dordogne           |
| Dropt               | Élaboration  | 15 janvier 2015   | 19 mai 2015      | -                | Lot-et-Garonne     |
| Isle - Dronne       | Élaboration  | 17 mai 2011       | 1 juillet 2011   | -                | Dordogne           |
| Vézère-Corrèze      | Élaboration  | 23 juillet 2015   | 16 novembre 2016 | -                | Corrèze            |

### Contrats territoriaux
Lorsque des masses d’eau sont soumises à de nombreuses pressions entraînant leur déclassement au titre du bon état ou des impacts sur les usages de l’eau, l’Agence de l’eau préconise la mise en œuvre de contrats à l’échelle du territoire. Ces contrats sont des programmes d’actions élaborés sur cinq ans, qui précisent les travaux ou études à réaliser, les maîtres d’ouvrage, les modes de financement, les échéances de réalisation, etc. Ils sont élaborés par un porteur de projet, accompagné des maîtres d’ouvrage et des partenaires techniques et financiers. Ces contrats n’ont pas de valeur juridique. Fin 2018, 17 programmes contractuels étaient engagés sur le bassin Adour-Garonne. Un concernait le département de la Dordogne : « Doue », signé le 25 avril 2013 et achevé.

## Gouvernance locale

### Niveau départemental

#### Services de l'État
La police de l'eau réglemente les installations, ouvrages, travaux ou activités qui peuvent exercer des pressions sur les milieux. Elle est assurée par trois polices spécialisées : la police de l’eau et des milieux aquatiques, la police de la pêche et la police des installations classées. Les acteurs principaux sont :
- la Mission interservice de l'eau et de la nature (ex-Mission interservices de l’eau - MISE) rassemble, sous l'autorité du préfet et le pilotage de la Direction départementale des territoires (DDT), de nombreux services de l'État tels que la Direction régionale de l'environnement, de l'aménagement et du logement (DREAL), la Direction régionale de l'alimentation, de l'agriculture et de la forêt (DRAAF) de la région Nouvelle-Aquitaine, la Direction départementale de la protection des populations (DDPP), l'Office national de la chasse et de la faune sauvage (ONCFS), la gendarmerie ainsi que des établissements publics de l'État : Agence régionale de santé (ARS), les agences de l'eau[87] ;
- l'Office national de l'eau et des milieux aquatiques (Onema) dont l'action se coordonne avec l’ensemble des services des polices de l’eau dans le cadre de conventions avec les préfets ;
- la direction départementale des territoires (DDT) de la Dordogne est le service unique de police de l'eau du département de la Dordogne ;
- la gendarmerie et les maires sont compétents pour constater les infractions et les pollutions.

#### Département
Le conseil départemental de la Dordogne, jusqu'à l'entrée en vigueur de la loi Gemapi, assistait les communes, communautés de communes et syndicats dans la mise en œuvre des programmes de restauration et d'entretien des cours d'eau départementaux. Le 16 novembre 2012, le schéma départemental des rivières a été adopté par l’assemblée départementale, inscrivant la politique rivière du Département dans les logiques de continuité écologique, de biodiversité et invitant les collectivités à s’organiser sur chaque grand bassin versant.

#### Autres organismes
- La Fédération de la pêche de la Dordogne est une association qui coordonne et soutient les actions des associations agréées pour la pêche et la protection du milieu aquatique (AAPPMA) responsables de la détention et la gestion des droits de pêche dans le département. Elle promeut et défend la pêche de loisirs en eau douce et participe à la protection et la gestion durable des milieux aquatiques[90].
- La Chambre d'agriculture de la Dordogne met en place avec les agriculteurs des programmes pour la préservation des milieux aquatiques.

### Niveau intercommunal
Force est de constater que la rivière n’est plus utilisée pour les besoins des riverains, que les travaux d’entretien sont coûteux et que le mode d’occupation des sols ainsi que les pratiques culturales ont été profondément modifiés. Les collectivités territoriales sont dès lors autorisées, mais ce n’est pas une obligation, à se substituer aux riverains pour assurer l’entretien et l’aménagement des cours d’eau non domaniaux lorsque ces travaux présentent un caractère d’intérêt général ou d’urgence (Article L.211-7 Code de l’Environnement). La constitution de syndicats intercommunaux pour l’entretien des rivières garantit la cohérence des interventions, permet de mutualiser les moyens des communes et de bénéficier de subventions publiques. Les communes ont donc été amenées petit à petit à se substituer aux riverains. Elles se sont regroupées en syndicats de rivières et ont pris en charge les travaux sur les cours d’eau non domaniaux.

#### Intercommunalités et GEMAPI
Depuis le 1er janvier 2018 et en application de la loi de modernisation de l'action publique territoriale et d'affirmation des métropoles (Maptam) promulguée le 27 janvier 2014, une nouvelle compétence exclusive et obligatoire de « gestion des milieux aquatiques et prévention des inondations » (GEMAPI) (essentiellement articles 56 à 59) est dévolue aux communes ou, en lieu et place des communes, par les établissements publics de coopération intercommunale à fiscalité propre (EPCI-FP). Les communes ou EPCI-FP pourront adhérer à des syndicats mixtes et leur transférer tout ou partie de la compétence. Les missions relatives à la GEMAPI sont définies dans l'article L. 211-7 du Code de l'environnement, il s’agit de,, :
- l'aménagement d’un bassin ou d’une fraction de bassin hydrographique (rétention, ralentissement et ressuyage des crues par exemple) - item 1° du L211-7 CE ;
- l'entretien et aménagement d’un cours d'eau, canal, lac ou plan d'eau, y compris ses accès - item 2 du L211-7 CE ;
- la défense contre les inondations et contre la mer ;
- la protection et la restauration des sites, des écosystèmes aquatiques et des zones humides ainsi que des formations boisées riveraines.

Par ailleurs la loi Ferrand du 3 août 2018 confie, à partir de 2020, la compétence de la gestion des eaux pluviales urbaines aux communautés urbaines et aux communautés d'agglomération. Elle est facultative pour les communautés de communes.
Instituée par arrêté du 20 janvier 2016, la stratégie d’organisation des compétences locales de l'eau (dite SOCLE) s’inscrit dans la réforme de la gouvernance de l’eau, issue des lois de modernisation de l’action publique territoriale et d’affirmation des métropoles (MAPTAM) et portant nouvelle organisation territoriale de la République (NOTRe). Elle vise à rationaliser les différents structures intervenant dans le domaine de l'eau. Elle a pour objet d'établir un descriptif de la répartition actuellement connue des compétences dans le domaine de l’eau (GEMAPI, eau potable, assainissement) entre les collectivités et leurs groupements et de proposer des regroupements. Pour le bassin Adour-Garonne, une première version a été arrêtée le 21 décembre 2017. Une nouvelle version de SOCLE est travaillée dès 2019 afin d'être intégrée aux documents d’accompagnement du futur schéma directeur d’aménagement et de gestion des eaux (SDAGE 2022-2027) prévu pour être adopté fin 2021.
Au 1er janvier 2020, la base nationale de l'intercommunalité (Banatic) recense dans la Dordogne 20 intercommunalités à fiscalité propre disposant des compétences relatives aux items 1, 2 et 4 de la loi Gemapi propres aux cours d'eau (« Aménagement d'un bassin ou d'une fraction de bassin hydrographique », « Entretien et aménagement d'un cours d'eau, canal, lac ou plan d'eau » et « Protection et restauration des sites, des écosystèmes aquatiques, des zones humides et des formations boisées riveraines ») :
- CA Bergeracoise[98],
- CA Le Grand Périgueux[99],
- CC des Bastides Dordogne-Périgord[100],
- CC de Domme- Villefranche du Périgord[101],
- CC Dronne et Belle[102],
- CC Isle et Crempse en Périgord[103],
- CC Isle Double Landais[104],
- CC Isle-Loue-Auvézère en Périgord[105],
- CC Isle Vern Salembre en Périgord[106],
- CC de Montaigne Montravel et Gurson[107],
- CC du Pays de Fénelon[108],
- CC du Pays de Saint Aulaye[109],
- CC Périgord-Limousin[110],
- CC du Périgord Nontronnais[111],
- CC du Périgord Ribéracois[112],
- CC de Portes Sud Périgord[113],
- CC Sarlat-Périgord Noir[114],
- CC Terrassonnais Haut Périgord Noir[115],
- CC Vallée de la Dordogne et Forêt Bessède[116],
- CC de la Vallée de l'Homme[117].

#### Syndicats de rivières
Les collectivités territoriales peuvent se regrouper et former un syndicat de rivière (à vocation unique ou multiple) qui sera compétent géographiquement sur une vallée ou une partie importante de celle-ci, dont l’objet est de mener toutes actions concernant la gestion d’un cours d’eau et de ses affluents (assainissement, restauration des milieux, travaux d’entretien, animation de la politique locale sur ce thème …). Mais le contexte réglementaire a fortement évolué avec la GEMAPI et de nombreuses études de gouvernance sont en cours en 2017. Toute situation doit être regardée à une date donnée. Elle est susceptible d'évoluer ensuite.
La SOCLE arrêtée en décembre 2017 faisait état de dix structures de la Dordogne ayant bénéficié d'aides de l'agende de l'eau Adour-Garonne :
- CA Le Grand Périgueux,
- CC de Montaigne Montravel et Gurson,
- CC du Périgord Nontronnais,
- CC Sarlat-Périgord Noir,
- Syndicat mixte du bassin de l’Isle,
- Syndicat mixte du bassin versant Vézère en Dordogne,
- Syndicat mixte d’études et de travaux d’aménagement de la rivière Dordogne,
- Syndicat mixte rivières, vallées et patrimoine en Bergeracois,
- Syndicat mixte des trois bassins,
- Syndicat de rivières du bassin de la Dronne.

Au 1er janvier 2020, la base nationale de l'intercommunalité (Banatic) recense en Dordogne trois syndicats mixtes fermés disposant des compétences relatives aux deux premiers items de la loi Gemapi propres aux cours d'eau (« Aménagement d'un bassin ou d'une fraction de bassin hydrographique » et « Entretien et aménagement d'un cours d'eau, canal, lac ou plan d'eau ») :
- Syndicat mixte du bassin de l'Isle[120].
- Syndicat mixte d'études et de travaux pour l' aménagement et la protection de la rivière Dordogne[121],
- Syndicat de rivières du bassin de la Dronne[122].

## Entretien et aménagement

### Entretien des cours d'eau
D’un point de vue réglementaire, la loi sur l'eau et les milieux aquatiques du 30 décembre 2006 (LEMA) a modifié la définition de l’entretien d’un cours d’eau fixée à l’article L.215-14 du code de l’environnement. Selon cet article, l’entretien régulier a pour objet « de maintenir ce cours d’eau dans son profil d’équilibre, de permettre l’écoulement naturel des eaux et de contribuer à son bon état écologique ou, le cas échéant, à son bon potentiel écologique, notamment par enlèvement des embâcles, débris et atterrissements, flottants ou non, par élagage ou recépage de la végétation des rives ». Les travaux susceptibles d’être engagés pour procéder à l’entretien sont strictement encadrés (articles L. 215-14 et R.215-2 du code de l’environnement) et doivent correspondre notamment à l'enlèvement des embâcles, débris et atterrissements, flottants ou non, l'élagage ou le recépage de la végétation des rives. Selon leur nature, les travaux d'entretien sont soumis à autorisation ou déclaration.

### Aménagement des cours d'eau
L'aménagement des cours d'eau comprend, entre autres :
- la réalisation d'infrastructures et de bâtiments (travaux routiers, zone d’aménagement concertée..)
- la protection de berges
- la restauration hydro-morphologique des cours d’eau, c’est-à-dire de ses profils en long et en travers et de son tracé planimétrique : capture, méandres, etc.
- la restauration de la continuité écologique, c’est-à-dire la possibilité de circulation des espèces animales et le bon déroulement du transport des sédiments.

Selon leur nature, les travaux d'aménagement sont soumis à autorisation ou déclaration.

## Pêche et peuplements piscicoles

### Droit de pêche et associations de pêche
Le propriétaire riverain a le droit de pêche jusqu’à la limite de sa propriété (milieu de cours d’eau) sous réserve de disposer d’une carte de pêche (L. 435-4 et R435-34 à 39 du code de l’Environnement)
,. S’il le souhaite, le propriétaire peut signer un bail de pêche avec une association (exemple l'AAPPMA) ou la fédération de pêche départementale. En donnant le droit de pêche, qui ne le dessaisit pas lui-même de ce droit, il doit laisser un accès aux pêcheurs membres de cette association. En 2020, il y a 66 associations agréées de pêche et de protection du milieu aquatique (AAPPMA) en Dordogne. Tout pêcheur non propriétaire riverain doit avoir acquis une carte de pêche pour la saison d'exercice. Celle-ci constitue avant tout un droit d’accès et d’exercice sur les territoires autorisés.

### Classement et peuplements piscicoles
La catégorie piscicole est un classement juridique des cours d'eau en fonction des groupes de poissons dominants. Un arrêté réglementaire préfectoral permanent reprend l’ensemble des dispositions applicables en matière de pêche dans le département de la Dordogne en les différenciant selon les catégories piscicoles. Ces dispositions sont reprises sur le site de la fédération de pêche de la Dordogne.

#### Cours d'eau de première catégorie
Un cours d'eau est déclaré de première catégorie lorsque le peuplement piscicole dominant est constitué de salmonidés (truite, omble chevalier, ombre commun, huchon). Si elles sont naturellement présentes (et non issues de réempoissonnements successifs), ces espèces sont réputées être de bons bioindicateurs. Elles sont en général accompagnées par d'autres petits poissons (vairon, chabot, etc). Ce type de cours d'eau est souvent qualifié de « rivière à truites ». Dans la Dordogne, les cours d'eau classés en première catégorie sont les suivants.
- le Coly, la Grande Beune et ses affluents la Petite Beune, le ruisseau de la Beune ou Pacadoux et le ruisseau de Puymartin ; la Laurence, le Thonac, le Vimont ou ruisseau de Plazac, le Ladouch ;
- l'Isle et le Lavaud, en amont de leur confluent ;
- la Beauronne, l'Auvézère en amont du pont de Guimalet (commune d'Anlhiac), à l'exception de la section comprise entre le pont de Laveyras (commune de Payzac) et le barrage de la Forge (commune de Savignac-Lédrier), le Blâme ;
- le Manoire ;
- la Loue, le Montanceix ;
- la Dronne, en amont des ponts de la route départementale 939 (ponts de la Gare et de Porte-Rivière) (commune de Brantôme), la Belle, affluent de la Nizonne ;
- la Donzelle, l'Euche, le ruisseau de Ladignac ;
- la Borrèze, l'Énéa, le ruisseau du Moulan, le Céou, la Nauze, la Pradelle, la Couze, le Caudeau en amont du pont du chemin G.C. 34, le Maurens.
- la Lémance ; Le Clairefon ;
- la Tardoire, dans sa partie limitrophe du département de la Charente ; le Trieux ; le Bandiat, en amont du pont de Villejalet (commune de Saint-Martin-le-Pin) ; la Doue, le Marcorive, le Crochet.
- les affluents et sous-affluents des cours d'eau ou portions de cours d'eau situés dans le département et désignés ci-avant.

#### Cours d'eau de deuxième catégorie
Pour un cours d'eau de deuxième catégorie, le peuplement piscicole dominant est constitué essentiellement de poissons blancs (cyprinidés) (donc rivière cyprinicole) et de carnassiers (brochet, sandre et perche). Depuis les années 1990 ce type de rivières est également peuplé de silures. En Dordogne, les cours d'eau classés en deuxième catégorie sont tous les cours d'eau qui ne sont pas classés en première catégorie.

### Qualité piscicole des cours d'eau
L'Onema a mis en place dans le département une dizaine de stations de suivi piscicole dans le cadre du réseau hydrobiologique et piscicole (RHP) et du réseau de contrôle et de surveillance (RCS). Elles sont complétées par près de 60 stations mises en place par la Fédération de Pêche de la Dordogne, réparties sur l’ensemble du territoire départemental et inventoriées tous les trois ans.

## Continuité écologique

### Notion de continuité écologique
La continuité d’un cours d’eau est une notion introduite en 2000 par la Directive cadre européenne sur l'eau. En droit français, l'article R214-109 du code de l'environnement définit la notion d'obstacle à la continuité écologique. A contrario, la continuité écologique est obtenue en supprimant ou limitant ces obstacles et doit permettre d'assurer :
- la libre circulation des organismes aquatiques et leur accès aux zones indispensables à leur reproduction, leur croissance, leur alimentation ou leur abri ;
- le transport naturel des sédiments de l’amont à l’aval des cours d’eau.
- les connexions latérales avec les réservoirs biologiques et en assurer leur bonne hydrologie

Le défaut de continuité écologique peut être la conséquence de la présence d'ouvrages en travers des cours d'eau, mais aussi d'ouvrages coupant les connexions latérales. En plus de constituer une entrave à la circulation des poissons, la fragmentation des cours d'eau affecte les capacités d'adaptation des espèces aux changements climatiques, induit des perturbations du fonctionnement des écosystèmes aquatiques et réduit l'efficacité des services rendus par les écosystèmes.

### Classement des cours d'eau

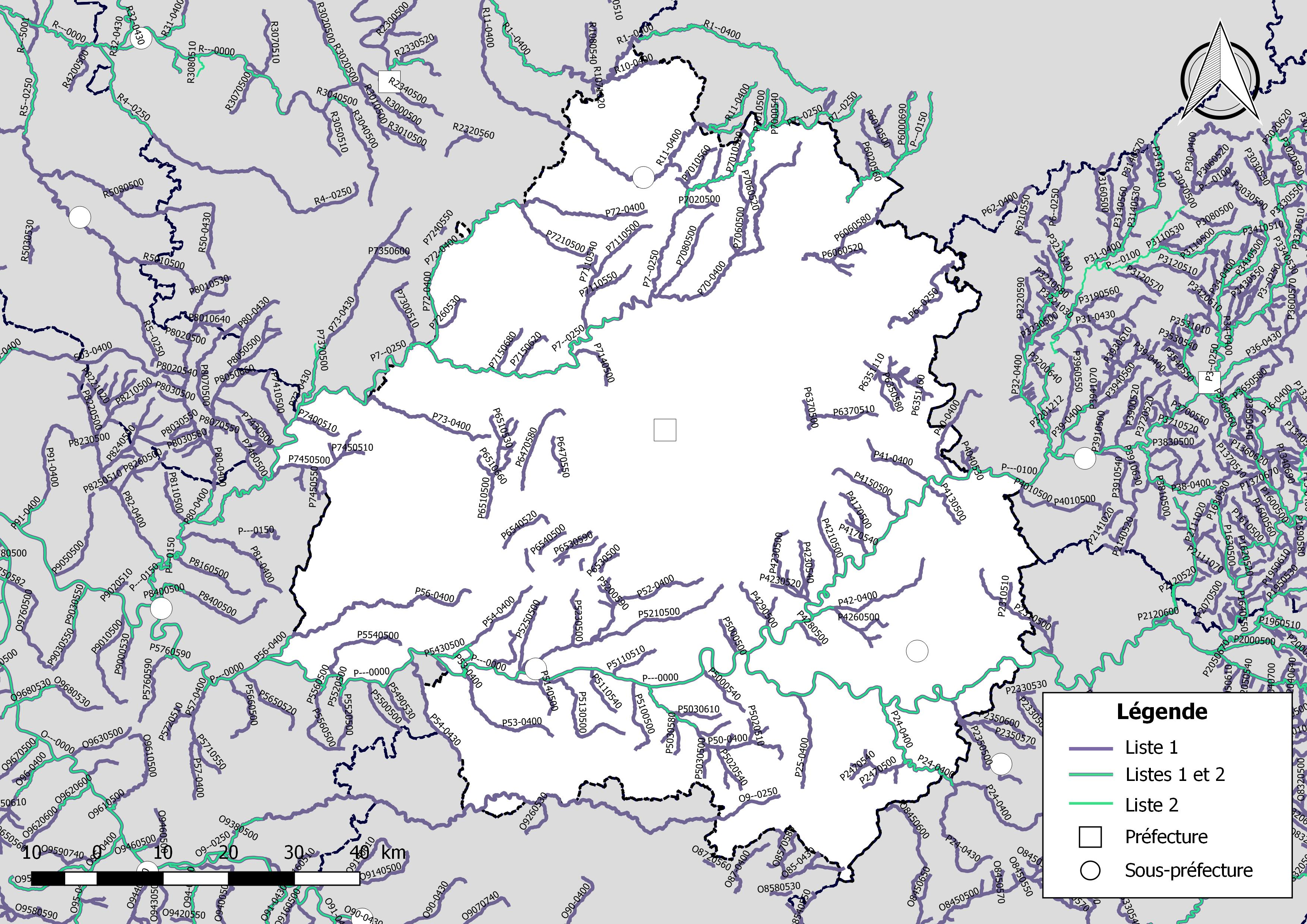
Carte des cours d'eau de la Dordogne classés au titre de l'article L. 214-17 du Code de l’Environnement.

Depuis plus d'un siècle, des rivières sont classées pour bénéficier de mesures de protection particulières. Ces classements de cours d'eau, outils réglementaires, ont été établis afin de limiter l'impact des ouvrages construits en travers des cours d'eau sur la circulation piscicole. Avant 2006, deux catégories distinguaient certains cours d'eau en fonction de leur état et de la volonté de préserver et restaurer la continuité écologique : les rivières classées et les rivières réservées.
À partir de 2006, les critères de classement des cours d’eau ont été adaptés aux exigences de la directive cadre sur l’eau avec la loi sur l'eau et les milieux aquatiques (LEMA) du 30 décembre 2006 et le décret n° 2007-1760 du 14 décembre 2007. Pour atteindre l’objectif de bon état des eaux, les dispositifs antérieurs sont réformés pour intégrer l’ensemble des composantes de la continuité écologique. Deux listes de classement sont définies pour chacun des bassins hydrographiques (Article L. 214-17 du Code de l’Environnement). Les éléments de cadrage nécessaires pour l’établissement de ces nouveaux classements, qui seront arrêtés par les préfets coordonnateurs de bassin sur la base des propositions des préfets de département sont définis dans la circulaire du 6 février 2008. Le délai ultime pour procéder à la première refonte des classements était le 1er janvier 2014. Les nouveaux arrêtés de classement ont été publiés le 7 octobre 2013 pour le bassin Adour-Garonne,.
En synthèse, ces listes s'inscrivent dans deux logiques différentes selon l'état initial de la rivière : préserver et/ou restaurer,, :
| Liste   | Objectifs | Conséquences |
| ------- | --- | --- |
| Liste 1 | Préserver les cours d’eau ou parties de cours d’eau : - en très bon état écologique, - « réservoirs biologiques », dotés d’une riche biodiversité jouant le rôle de pépinière, - nécessitant une protection complète des poissons migrateurs. | Interdiction de construire tout nouvel obstacle à la continuité écologique quel qu’en soit l’usage. Des prescriptions de maintien de la continuité écologique pour tout renouvellement de concession ou d'autorisations. |
| Liste 2 | Restaurer la continuité écologique sur les cours d’eau en assurant le transport suffisant des sédiments et la circulation des poissons. | Obligation de mise en conformité des ouvrages dans les 5 ans après publication de la liste. |

Les cours d'eau classés en liste 2 qui devaient être restaurés dans un délai de 5 ans à compter de la date de l'arrêté de classement (7 octobre 2013) étaient les suivants :
- le Barailler : tout le cours,
- le Céou,
- la Couze : du moulin de Fontable (inclus) jusqu’à sa confluence avec la Dordogne,
- la Dordogne : à l’aval du barrage du Sablier à Argentat (exclu),
- la Dronne : à l’amont de sa confluence avec le ruisseau de Chantres,
- la Dronne : en aval du barrage du moulin de Valeuil (exclu),
- l’Eyraud : à l’aval de la diffluence du Barailler,
- la Gardonnette : du moulin de Gardonne (inclus) jusqu’à sa confluence avec la Dordogne,
- la Grande Beune : à l’aval du seuil de la pisciculture des Combarelles (exclu),
- l’Isle : de sa source à la confluence avec le ruisseau le Périgord,
- la Lidoire : à l’aval du moulin de Bracaud,
- la Lizonne : à l’aval de sa confluence avec la Belle,
- la Vézère : à l’aval du barrage du Saillant.

## Prévention des inondations

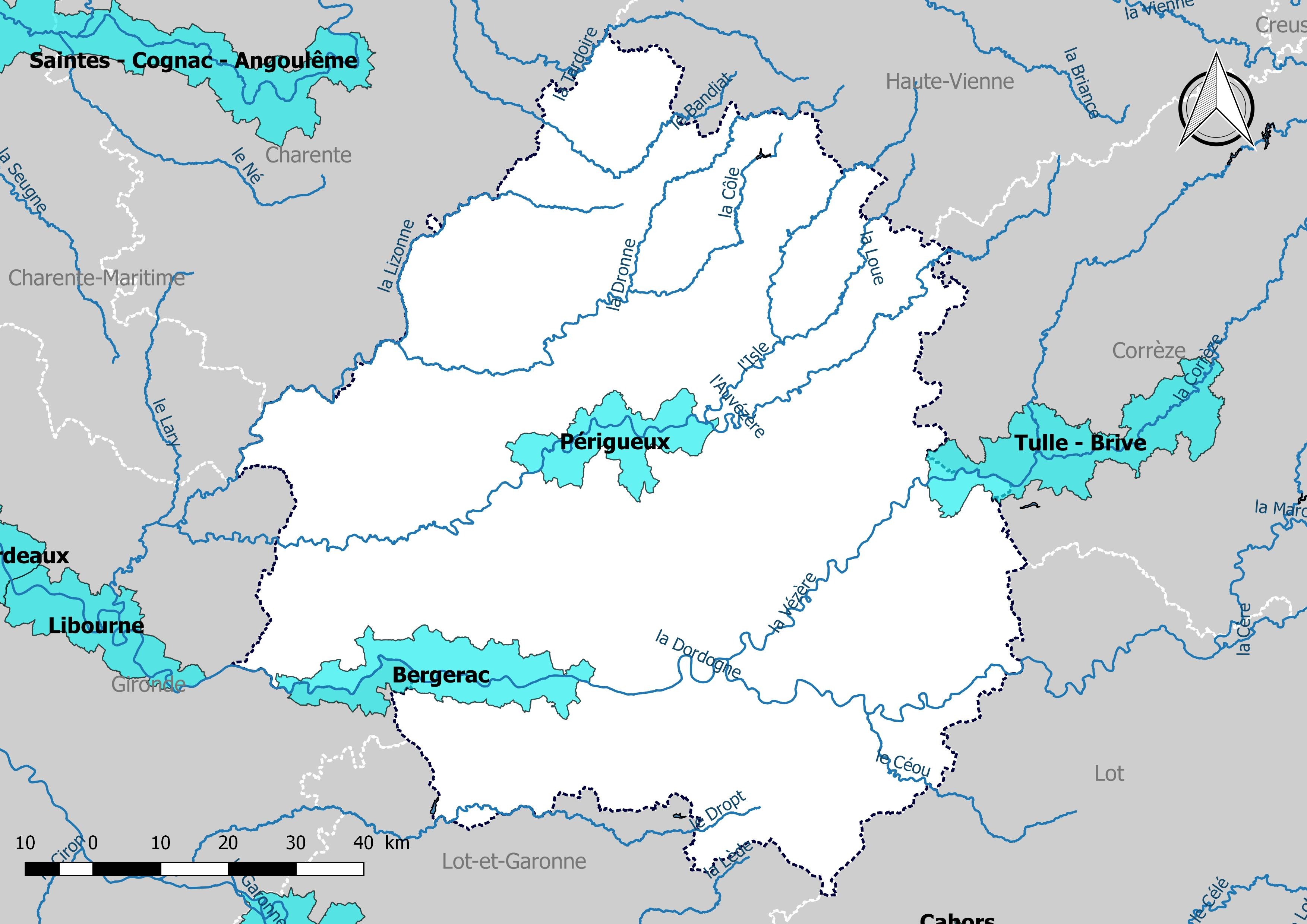
Le département comprend trois TRI relatifs à des débordements de cours d'eau (Dordogne, Isle/Auvézère et Vézère).

Le risque d'inondation est un des risques majeurs susceptibles d'affecter le département de la Dordogne. Il se caractérise par la possibilité qu'un aléa de type inondation se produise et occasionne des dommages plus ou moins importants aux personnes, aux biens ou à l'environnement sur le territoire départemental. Deux types d'inondation peuvent concerner le département : par débordement de cours d’eau, générant des inondations dites « de plaine », et par ruissellement urbain, des crues s’apparentant à des phénomènes torrentiels. Les secteurs les plus vulnérables sont situés sur les rivières de la Dordogne, de la Vézère et de l’Isle. Sont également concernés des collectivités à forte densité de population situées sur les rivières de la Dronne, de la Loue, du Céou et du Dropt.

### Territoires à risques importants d'inondation
La stratégie nationale de lutte contre les inondations définie en mars 2012, qui intègre elle-même des démarches de prévention antérieures, est déclinée localement. Différentes études ont permis de mieux appréhender la vulnérabilité du territoire et ont permis d’identifier trois territoires à risques importants d'inondation (TRI), liés à des risques de débordements de cours d’eau :
- le TRI « Périgueux » - 12 communes - cartographie arrêtée le 3 décembre 2014[146] - organisation de la stratégie locale arrêtée le 11 février 2016[147],[148] ;
- le TRI « Tulle-Brive-Terrasson » - 15 communes dont trois en Dordogne (La Feuillade, Pazayac et Terrasson-Lavilledieu)[149] - cartographie arrêtée le 3 décembre 2014[150] - remous des crues de la Corrèze et de la Vézère dans le lit de leurs affluents[151],[152] ;
- le TRI « Bergerac » - 22 communes dont 15 en Dordogne[153] - débordements de la Dordogne - cartographie arrêtée le 3 décembre 2014[146].

### Plans de prévention des risques d'inondation
De nombreuses communes, particulièrement celles appartenant à un TRI, sont couvertes par un plan de prévention des risques d'inondation (PPRI), approuvé ou en cours d'études. En 2014, date d'élaboration du dossier départemental des risques majeurs, 124 PPRI étaient approuvés et 38 prescrits en cours d'étude.

### Gestion des inondations
Au 1er janvier 2020, la base nationale de l'intercommunalité (Banatic) recense en Dordogne 23 intercommunalités disposant de la compétence relative à l'item 3 de la loi Gemapi (« Défense contre les inondations et contre la mer ») :
- les vingt EPCI de la Dordogne ;
- trois syndicats : Syndicat mixte du bassin de l'Isle[120], Syndicat de rivières du bassin de la Dronne[122], Syndicat mixte d'études et de travaux pour l' aménagement et la protection de la rivière Dordogne[121]

### Observatoires
- Site de l'observatoire de la continuité écologique|
- Atlas cartographique des zones humides - Réseau Partenarial des Données sur les Zones Humides.
- « Géoportail cartographique de l'environnement et de la ressource en eau en région Nouvelle-Aquitaine », Agence Régionale de la Biodiversité Nouvelle-Aquitaine, avec en particulier la « cartographie des cours d'eau »
- Cartographie des arrêtés sècheresse
- Observatoire national des étiages
- Observatoire régional de l'environnement en Poitou-Charentes (ORE)
- Site de l’Agence Régionale de la Biodiversité Nouvelle-Aquitaine